# Ruspurkot
Ruspurkot (nepalski: रस्पुरकोट) – gaun wikas samiti w zachodniej części Nepalu w strefie Rapti w dystrykcie Pyuthan. Według nepalskiego spisu powszechnego z 2001 roku liczył on 712 gospodarstw domowych i 3788 mieszkańców (2019 kobiet i 1769 mężczyzn).